# Серце не прощає
«Серце не прощає» (рос. «Сердце не прощает») — український радянський художній фільм 1961 року режисерів Володимира Довганя і Івана Кобозєва за однойменною п'єсою Анатолія Софронова. Виробництво Ялтинської кіностудії.

## Сюжет
Багато років тому, коли колгосп переселявся на берег нового моря, Степан Топілін залишив дружину Катерину та вирушив на заробітки. Так і не зібравши статків, Степан повернувся до дружини.

## У ролях
- Софія Павлова -  Катерина Топіліна
- Аркадій Толбузін -  Степан Топілін
- Софія Зайкова -  Єлизавета Новохіжін
- Зоя Федорова -  Домна Єгорівна
- Михайло Пуговкін -  Коньков
- Павло Волков -  Єгоров
- Сергій Никоненко -  Гриша Топілін
- Микола Крючков -  браконьєр
- Борис Сітко
- Анатолій Кубацький
- Микола Яковченко
- Алла Саннікова
- Ф. Харіна
- В. Бомбенов

## Творча група
- Автор сценарію: Анатолій Софронов, Іван Кобозєв
- Режисер: Володимир Довгань, Іван Кобозєв
- Композитор: Юрій Щуровський